# Livonia
Livonia (en livonio, Līvõmō; en estonio: Liivimaa; en alemán y lenguas escandinavas: Livland; en letón y en lituano: Livonija; en polaco: Inflanty; en inglés arcaico, Livland, o Liwlandia; en ruso: Лифляндия, Liflyandiya) es la región que anteriormente estuvo habitada por los livonios, pero en la Edad Media vino a designar un territorio mucho más extenso (Terra Mariana) controlado por la Orden de Livonia en las costas orientales del mar Báltico, en las actuales Letonia y Estonia. Sus fronteras eran el golfo de Riga y el golfo de Finlandia, en el noreste; el lago Peipus y Rusia, en el este; y Lituania, al sur.

## Historia
A comienzos del siglo XII Livonia era una zona de extensión económica y política de los daneses y alemanes, particularmente de la Liga Hanseática y la Orden del Císter. 
Alrededor de 1160, comerciantes hanseáticos de Lübeck establecieron una base en el futuro sitio de Riga. La Crónica de Enrique de Livonia de 1220 da cuenta de primera mano de la cristianización de Livonia, concedida como un feudo por el rey de Alemania, Felipe de Suabia, de la casa Hohenstaufen, al obispo Alberto de Buxhoeveden, sobrino del arzobispo de Bremen, que navegó con un convoy de naves llenas de cruzados armados para crear un territorio católico en el este, durante las llamadas Cruzadas del Norte. Riga fue fundada por Alberto de Buxhoeveden en 1201, quien construyó una catedral y se convirtió en el primer obispo-príncipe de Livonia.
La conquista de Livonia por los alemanes se describe en la Crónica rimada de Livonia. 
Así, a partir de principios del siglo XIII, Livonia se convirtió en la Confederación Livona, formada por cinco territorios independientes:
- Las tierras gobernadas por la Orden Livona, fundada por Alberto de Buxhoeveden en 1202 (que se fusionó con la Orden Teutónica de Prusia en 1237) y los territorios eclesiásticos:
- el arzobispado de Riga.
- el obispado de Curlandia.
- el obispado de Ösel-Wiek.
- el obispado de Dorpat, donde el hermano de Albert, Hermann, se estableció como príncipe-obispo.

La sede de la Dieta estaba en la ciudad de Valga (hoy Estonia).
En 1561 durante la guerra livonia, Livonia entró a formar parte de la República de las Dos Naciones. El Imperio ruso reconoció el dominio polaco de Livonia a partir de 1582. La organización de Livonia en la Mancomunidad, en 1598, era: 
- el voivodato de Wenden (Województwo wendeńskie, Cesis / Wenden);
- el voivodato de Dorpat (Województwo dorpackie, Tartu / Dorpat);
- el voivodato de Parnawa (Województwo parnawskie, Pärnu / Pernau / Parnawa).

Livonia y los territorios limítrofes cerca del 1600:
Polonia-Lituania
Ducados de Polonia-Lituania
Suecia
Dinamarca
Rusia

Livonia en 1618 (con fronteras actuales)
Reino de Polonia
Ducado de Prusia, feudo polaco
Grand Ducado de Lituania
Ducado de Curlandia, feudo lituano
Livonia
Estonia Sueca y Danesa

En la década de 1620, Suecia, regida por Gustavo II Adolfo, conquistó la región septentrional de Estonia y la central de Letonia, incluyendo Riga, después de vencer en la guerra polaco-sueca, incorporando las dos regiones al reino sueco como una posesión sueca llamada Livonia Sueca.
La porción de Livonia restante en la Mancomunidad, la cual fue conocida como Livonia polaca, o Inflanty, en el Tratado de Oliva de 1660, consistía principalmente en la región letona meridional Latgalia dentro del Voivodato de Livonia con capital en Daugavpils, o Dyneburg. Esta división de Livonia fue ratificada en el Tratado de Oliva en 1660. 
El Imperio ruso conquistó la Livonia Sueca durante el curso de la Gran Guerra del Norte y adquirió la provincia en el Tratado de Nystad en 1721. Rusia anexionó a su territorio la Livonia Polaca en 1772, durante las Particiones de Polonia. 
Livonia permaneció dentro del Imperio ruso hasta el final de la Primera Guerra Mundial, cuando fue dividida entre los Estados, nuevamente independientes, de Letonia y Estonia. En 1918-1920, los ejércitos soviéticos y alemanes entraron en combate contra las tropas letonas y estonias por el control de Livonia, pero sus tentativas no dieron gran resultado. La tierra histórica de Livonia como tal quedó repartida entre Letonia y Estonia desde entonces. 
Todavía se habla en partes de Letonia el livonio, aunque va extinguiéndose rápidamente.